# Barneystrombus boholensis
Barneystrombus boholensis is een slakkensoort uit de familie van de Strombidae. De wetenschappelijke naam van de soort is voor het eerst geldig gepubliceerd in 1981 door Mühlhäusser.